# ラミル・サファロフ
ラミル・サヒプ＝オグル・サファロフ（アゼルバイジャン語: Ramil Sahib oğlu Səfərov、1977年8月25日 - ）は、アゼルバイジャン陸軍の少佐である。2004年2月19日午前、ハンガリー・ブダペストで、当時中尉であったサファロフは同じくNATO主催の語学訓練ゼミナールに参加していたアルメニア陸軍中尉、グルゲン・マルガリャン（アルメニア語: Գուրգեն Մարգարյան、1978年9月26日 – 2004年2月19日）の部屋に侵入し、熟睡中のマルガリャンを斧で殺害した後、現行犯として地元の警察に逮捕された。
2006年、サファロフはハンガリーで第1級殺人の容疑で起訴され、30年間仮釈放なしの終身刑が言い渡された。しかし、EUの国際受刑者の移送に関する条約に基づいて申請した後、サファロフは2012年8月31日、ハンガリーからアゼルバイジャンにその身柄が引渡された。両国は継続的な懲役を約束したにもかかわらず、サファロフはアゼルバイジャン国内で国民的英雄と視されていたため、すぐに大統領のイルハム・アリエフにより恩赦された。その後、アゼルバイジャン陸軍はサファロフの階級を少佐に昇進させたとともに、彼にアパートの一室を贈与し、8年間の未払給与も遡及的に払った。アゼルバイジャン政府筋によると、この恩赦は「国際受刑者の移送に関する条約」の第12条に従って行われたものである。これに対し、アルメニアはハンガリーとの国交断絶を申し立て、エレバンでは大規模な反ハンガリー抗議も勃発した。

## 生い立ち
ラミル・サファロフは1977年8月25日、ソ連・アゼルバイジャン・ソビエト社会主義共和国のジャブライルという町で四人兄弟の1人として生まれ、中学校卒業まで同町で過ごしていた。ジャブライルはナゴルノ・カラバフ戦争最中の1993年8月26日にアルメニア軍が占領し、2020年10月にアゼルバイジャン軍が奪還するまでナゴルノ・カラバフ共和国の統治下に置かれていた。サファロフ一家はその前の1991年にバクーへ引っ越したが、ある裁判尋問で、サファロフは戦争で家族が亡くなったという記憶を述べた。また、別の尋問で、サファロフは1992年から1996年までに、彼がずっとバクーとトルコで勉強していたと言った。彼はイズミルのマルテペ（Maltepe）軍事高校から卒業した後、トルコ軍事学院に進学した。2000年に卒業してから、サファロフはアゼルバイジャンに戻り、アゼルバイジャン陸軍に入隊した。

## 犯行
2004年1月、当時26歳のラミル・サファロフはアゼルバイジャン軍のもう1人の士官とともに、ハンガリーのブダペストに行った。そこで彼らは他の国々からの軍人と一緒に、NATO主催の平和のためのパートナーシップというプログラムにある3ヶ月間の英語訓練ゼミナールに参加していた。このゼミナールには、アルメニア軍の2人の士官、グルゲン・マルガリャン（当時25歳）とハイク・マクチャン（アルメニア語: Հայկ Մակուչյան）も参加していた。
2004年2月18日夜、サファロフはプシュカーシュ・フェレンツ・シュタディオン付近のテスコで斧と砥石を購入した。彼はそれらをバッグに入れ、ゼミナールに参加する全員が泊まっていたズリーニ・ミクローシュ国立防衛大学校の宿舎に持ち帰った。その日、サファロフのルームメイトは親族の葬式に参列するためウクライナに帰ったので、サファロフの部屋には彼1人しかいなく、誰も彼が斧を研ぐことを発見できなかった。翌朝5時頃、サファロフは斧を持ち、マルガリャンとハンガリー人、クティ・バラージュ（ハンガリー語: Kuti Balázs）の2人がシェアしている部屋に行った。その時、部屋には鍵がかかっていなかった。サファロフは熟睡中のマルガリャンに対し、斧で16回切りつけ、そのほとんどがマルガリャンの頭部に当たった。
クティは前日の午後に熱を出して寝込んでいたが、その時にはマルガリャンは自身の課題を忙しくこなしていたという。そして同日21時30分頃、マルガリャンは別のプログラムに参加していたアルメニア人の部屋を訪ねに出て行った。クティはマルガリャンがいつ戻ってきたか記憶していないが、早朝になって何者かが部屋の明かりを点けたのを感じた。当初クティはマルガリャンが戻ってきたと思ったが、その後に鈍い音を聞きマルガリャンのベットへ顔を向けると、斧を手にしてベッドの脇に立っているサファロフの姿が目に入った。
その後クティも助けを求めるために部屋を出たが、サファロフとは逆方向に行った。しかし、サファロフの犯行はまだ終わっていなかった。マルガリャンの部屋を出た後、サファロフはもう1人のアルメニア軍士官、マクチャンを襲うために、彼の部屋に向かった。幸いにマクチャンの部屋には鍵がかかっていた。そしてサファロフは大声でマクチャンの名前を叫び、マクチャンを起こしたが、マクチャンのリトアニア人ルームメイトの阻止によりドアを開けさせることができなかった。このリトアニア人は隣の部屋に泊まっていたもう1人のリトアニア人と連絡し、何が発生しているのかについての状況確認をさせた。一方、サファロフはマクチャンが別の部屋にいると疑ったため、彼はある部屋に入り、そこで泊まっていたセルビア人とウクライナ人に血が付いていた斧を見せながら、アルメニア人の血に飢えると言った。
その後、サファロフは斧でドアを殴り始めたが、周りの部屋の人がほとんど起きたから、彼らは廊下に出てサファロフに諦めようと説得してみた。ながらも、やはり血まみれの斧を持っていたサファロフには近寄ることができなく、3メートルぐらいの距離で彼に話していたと目撃者たちが言った。
クティ・バラージュの通報により、警察はすぐに現場に到着し、サファロフを逮捕した。事件についてハンガリーの警官は、「尋常ならざる冷酷さをもって」遂行された、とコメントを行った。検死の結果、マルガリャンの顔面には計16回の打撃が加えられており、頭部は胴体からほとんどちぎれかけた状態だったことが分かった。ハンガリーの警察により行われた説明会によると、遺体には胸部にも数回刺された痕があったという。ハンガリーの裁判所はその後、マクチャンに対するサファロフの一連の行動を殺人未遂と見なし、マクチャンも被害者の1人と認定した。また、その時にゼミナールの参加者たちが居合わせなかったら、マクチャンも殺害された可能性が高いと裁判長が強調した。

### 取調べと裁判
取調べが始まると、サファロフはマルガリャンの殺害およびマクチャンに対する殺害の意図を認めた。犯行の動機について聞かれた時、サファロフは以下のように答えた：
クティ・バラージュによると、この語学訓練コースが始まった時、知り合ったばかりの参加者たちは様々な国際問題について話し合ったが、そのうちに誰もそれを話さなくなった。また、クティはマルガリャンとアゼルバイジャン軍士官の関係について、何の対立もなかったと言った。マクチャンの隣室に泊まっていたサウルス・パウルス（Saulus Paulus）士官もマルガリャンとサファロフとの間に何の変な雰囲気も現れなかったと言った。他の参加者たちも同様に、アルメニア人とアゼルバイジャン人の間には何の争いもなく、むしろコミュニケーションが全くなかったと証言した。アルメニアに帰国した後、マクチャンが新聞紙「イラヴンク・デ・ファクト」のインタビューで、マルガリャンも彼もアゼルバイジャン軍の士官たちとは一度接したこともなかったと答えた。「彼らはコミュニケーションできるタイプではありません。彼らはいつも、授業が終わると真っ直ぐに自分の部屋に戻っていました」とマクチャンは語った。また、なぜマルガリャンを先に襲ったのかを聞かれると、サファロフは、マルガリャンがよりたくましくて、スポーツ選手のような体形だったからであると答えた。
一方、裁判では弁護側が殺人の動機について、被害者のマルガリャンがアゼルバイジャンの国旗を侮辱したことが直接な原因であると主張していた。この主張にはいくつかのバリエーションがあり、アゼルバイジャンのメディアやサファロフの擁護者の間で流布していた。例えば、マルガリャンあるいはマクチャンがアゼルバイジャンの国旗に対して小便したり、その国旗を靴磨きに使ったりしたという話や、「アゼルバイジャン人の婦女子の苦しむ声」を収録したオーディオを流したという話があった。しかし、法廷でそれらの嫌がらせ行為を裏付ける証人は1人も呼ばれなかったので、検察側はそういった行為の有無について大きな論争を起こした。サファロフは、取調べに際しても公判でもそれらの主張について触れず、マルガリャンを殺害した原因は単に彼がアルメニア人だったためである、と一貫して主張していた。根拠がないにもかかわらず、国営放送機関を含むアゼルバイジャンのメディアは、国旗に関するバージョンを一日中に放送し、サファロフを国民的英雄に化せた。
サファロフの弁護士たちは裁判で、犯行当時サファロフが不安定な精神状態であり、さらにPTSDも患っていたと主張し、陪審の説得を試みた。さらに、サファロフはナゴルノ・カラバフ戦争によって心的外傷を負っており、彼の家族も故郷のジャブライルではアルメニア人による残虐行為の対象とされていた、とも主張した。しかしこの主張は、1992年から1996年にかけてサファロフがバクーとトルコに留学していたという彼自身の証言とは矛盾する。アゼルバイジャン人医師による精神鑑定の結果は、サファロフが「完全に正気」であったとは言えない、というものだったが、もう一つの精神鑑定による「サファロフは当時正気であり、その行為の結果についてよく知っていた」という結果を裁判長は採用した。
2006年4月13日、ハンガリーの裁判所はサファロフに対し、30年間仮釈放なしの終身刑を言い渡した。裁判長のヴァシュクティ・アンドラーシュ（ハンガリー語: Vaskuti András）は犯行の計画性と事件の残虐性、そしてサファロフの自責しない態度を考え合わせてこういった判決を決めたと言った。判決を下した時、裁判長は「戦時以外に熟睡中の人を殺害するのはいつでもどこでも犯罪だ。それは英雄化すべきものではない」と強調した。2007年2月22日、ハンガリーの控訴裁判所はサファロフの弁護人に対し、元の判決結果を維持する決定を下した。入獄していた間、サファロフはハンガリー作家の数冊の小説をアゼルバイジャン語に翻訳した。その中で最も有名なのは、サボー・マグダの『扉』（ハンガリー語: Az ajtó） とモルナール・フェレンツのジュブナイル『パール通りの少年たち』（ハンガリー語: A Pál utcai fiúk） である。

### 犯行および判決に対する反応
被害者の家族を代表する弁護士はこの判決を歓迎し、「ハンガリーの裁判所にとっても、アルメニア人にとっても良い決定だ」と言った。
アゼルバイジャン政府の多くの役人が公的にサファロフの犯行を非難していたが、私的にそれを公然と称賛することもあった。アゼルバイジャン人権委員会のオンブズマン、エルミラ・スュレイマノヴァは、サファロフの刑が重すぎると主張し、「アゼルバイジャンの若者たちの愛国心を培うために、サファロフをその例にすべきだ」と言った。また、活動禁止の過激派政党・アゼルバイジャン国民民主党は1人のアルメニア人を殺したという理由を挙げ、「2005年度の代表的な人物」というタイトルをサファロフに授与した。
一方、アゼルバイジャン国内で有名な弁護士、フアド・アガエフ（アゼルバイジャン語: Fuad Ağayev）は、「アゼルバイジャン人は現在サファロフを国民的英雄として礼賛しているが、これはすぐに止めるべきだ。彼は英雄ではない」と言った。
アメリカ合衆国下院外交委員会はある審問で、残虐な犯罪にもかかわらず、アゼルバイジャン国内での称賛的な反応を非難した。この委員会のあるレポートには、在アメリカ・アルメニア人総会の事務局長、ブライアン・アルドゥーニ（英語: Bryan Ardouny）の声明が掲載された：「アゼルバイジャン政府は一貫して、2003年〔ママ〕にハンガリー・ブダペストのNATO訓練プログラムでアルメニア人の参加者を残虐に殺害したサファロフを非難しない。逆に、その政府はアゼルバイジャン国内のメディアや団体を操り、その殺人犯を英雄化させた。

## 引渡しと恩赦

### アゼルバイジャンでの歓迎と擁護
2012年8月31日、8年間の懲役の後、サファロフの身柄は1983年のストラスブール国際受刑者の移送に関する条約に基づき、アゼルバイジャンに引渡された。ハンガリー政府によると、アゼルバイジャン政府は終身刑を継続的に施すと約束したが、サファロフがバクーに到着した後すぐ、アゼルバイジャン大統領のイルハム・アリエフは彼に対し、恩赦の声明を発し、「彼がすべての刑罰から解放される」と言った。
アゼルバイジャン防衛省長官のサファル・アビエフはサファロフを少佐に昇進させ、防衛省もサファロフにアパートの一室を贈与し、8年間の未払給料を遡及的に支払った。9月1日、アゼルバイジャン外務省の報道官、エルマン・アブドゥラエフはサファロフの帰国について、「アゼルバイジャンとハンガリーの両国間問題で、既に法律の枠組みで解決されており、国際法の規範と原則には反していない」と言った。また、彼はセルジ・サルキシャンの発言（後述）を「ヒステリッカルな」と批判し、サルキシャンがホジャリ大虐殺を起こしたグループのリーダーの1人であると非難した。
バクーに到着した後、サファロフは「これは正義の回帰だ。ちょっとびっくりした」と言った。その後、彼は殉教者墓地を訪れ、前大統領ヘイダル・アリエフの墓と記念碑「永遠の炎」に献花した。また、彼はトルコ軍兵士のモニュメントも拝んだ。
アゼルバイジャン大統領の外交事務室長官、ノヴルス・マンマドフによると、サファロフ帰国の1年前から、アゼルバイジャンとハンガリーはこの問題を中心に秘密交渉を始めた。そしてハンガリー首相のオルバーン・ヴィクトルがアゼルバイジャンを訪問していた時に、正式にサファロフの引渡しについて合意した。
サファロフの帰国の1週間前、「アゼルバイジャンからハンガリーへの20〜30億ユーロのローンについての交渉が展開されている」という報道が出された。これは「ハンガリーは国債をアゼルバイジャンに売るために、見返りとしてサファロフの身柄を引渡した」という憶測を呼んだ。
アゼルバイジャンの高官はこの引渡しと恩赦を称賛し、サファロフに英雄的な歓迎を与えた。大統領側近のマンマドフはインタビューで、以下のように言った：
そうです。彼はアゼルバイジャンにいます。我々全員にとってそれは良いニュースですよ。このアゼルバイジャンの息子は国の栄誉および人民の尊厳を身を挺して守った後、投獄されたが、彼の帰来は非常に感動的なものです。
アゼルバイジャン大統領行政部の政治分析・情報室長官、エルヌル・アスラノフは、「ミュバリス・イブラヒモフやラミル・サファロフのような英雄はアゼルバイジャンの社会と民衆に元気をもたらした」と言った。また、与党・新アゼルバイジャン党の副主席と事務局長を務めていたアリ・アフマドフは、「イルハム・アリエフ大統領による恩赦の決定は決心、勇気および正義の勝利だ。」と言った。
アゼルバイジャンの著名人たちもサファロフを英雄として支持し、同じような発言を行った。アゼルバイジャン国民議会の議員を務めていた有名な歌手、ゼイナプ・ハンラロヴァは以下のように言った：
サファロフはアゼルバイジャンのヒーローだけでなく、世界的なヒーローです！ 彼のモニュメントを作るべきです。すべての人がこういうことができる訳ではありません。サファロフのほかに我が大統領のアリエフさんもヒーローです。私がラミルだったら、同じことをすると思います。アルメニア人の命を奪うのは正しいことです。
ロシア・イスラム協会の主席、政治学者のゲイダール・ジェマーリはサファロフがアゼルバイジャンで受けた熱狂的な歓迎を擁護し、「サファロフがアゼルバイジャンで歓迎されたことはごく自然なものだ」と言った。
2013年9月19日、「1918年にグバでアルメニア軍とボリシェビキに虐殺された被害者を弔う大虐殺記念複合施設」のオープニング式典で、アゼルバイジャン大統領のアリエフはサファロフの帰国について、「正義の回帰」と発言した。アゼルバイジャンの国家元首は何回もアルメニアを「最大の敵」と呼んだ。サファロフの弁護人も裁判の時に、「アルメニア人を殺すことはアゼルバイジャン国内で犯罪ではない」と言った。

### 国際的反応

#### アルメニア
アルメニア大統領のセルジ・サルキシャンはサファロフ恩赦の当日、ハンガリーとの外交関係およびすべての政府間往来を断絶すると発表した。「これは単純な殺人事件ではなく、民族という理由に基づいた殺人事件だ」とサルキシャンは言った。
サルキシャン大統領は、ハンガリー首相のオルバーンが2012年6月30日にアゼルバイジャンを訪問した時、アゼルバイジャン大統領のアリエフと秘密協定を締結したと示唆した。メディアもハンガリーとアゼルバイジャンの経済関係の深化がサファロフの引渡しと恩赦との間に関係があると推測した。サルギシャンは声明の最後に「ハンガリーとアゼルバイジャン政府のこの行動はこういった犯罪の繰り返しを招く恐れがある」と言った。
アルメニア外務省は激しい怒りを表明し、「……国際機関がこの犯罪を適切に評価し、反応することを期待する。同時に我々は、ハンガリー当局が法の上限まで加害者を罰することを求める。アルメニア外務省はグルゲン・マルガリャン中尉の家族、親族、同僚に対して哀悼の意を表する」とコメントした。
エレバンのハンガリー領事館の前にデモが起きた。群集は領事館の建物にトマトを投げつけ、ハンガリーの国旗とサファロフの写真を燃やした。アルメニア国民議会の議長、ノヴィク・アブラハミャンも9月下旬のハンガリー訪問をキャンセルした。
サファロフのもう1人の標的であったハイク・マクチャンは犯行に民族的な背景があると述べ、デン・ハーグや司法機関に陳情する計画があると表明した。「ラミル・サファロフの身柄が引渡されたら、刑期が短くなると予想したが、アゼルバイジャンの指導部の皮肉な行動はすべてを超えた」と彼は言った。
エレバンではマルガリャンの名は学校や博物館など多くの公的機関に与えられ、2013年9月には、マルガリャンに捧げられた記念碑がエレバンで除幕された。しかし、同月にはマルガリャンの父が腹部を複数回刺して自殺を図ったとアルメニアのメディアが報じている。ほどなく彼は回復したが、自殺未遂の動機は明らかになっていない。

#### ハンガリー
2012年9月2日、ハンガリー外務省はプレスリリースを発表した。それによると、ハンガリーはサファロフの恩赦に対し、アゼルバイジャンの行動を非難し、恩赦を承認できないと表明した。アゼルバイジャンの行動が国際法の準則に抵触し、2012年8月15日にアゼルバイジャン共和国の法務省次官が確認した事前約束とは大きく違ったと指摘された。ハンガリー外務省は他に外交文書を通じて、アゼルバイジャンにも抗議した。また、プレスリリースには、「アゼルバイジャンのこの決定は、我々両国が長年をかけて達成していた相互信頼関係に基づく協力精神に反していると、ハンガリーが考えている。」という文言が入った。
野党はこの件について、オルバーンおよびその内閣を強く批判した。政府が否定しているにもかかわらず、サファロフの帰国に、エネルギー生産国のアゼルバイジャンから経済的利益を得ようとする政府の思惑があると、野党側が言った。
最大の野党であるハンガリー社会党の代表は国民議会でいくつの小委員会を開催し、引渡し決定に携わっていた当事者や交渉手続きが秘匿であった原因について、徹底的に究明しようとした。ハンガリー社会党は2010年まで与党を務めたが、その間にはサファロフの引渡しを拒否していた。また、社会党はオルバーン首相に引責辞任を呼びかけた。

#### その他の国
- アメリカ：8月31日、アメリカ国家安全保障会議および国務省はこの件について、「深刻な懸念」を表明した。報道資料では、「我々はこの行動に対し、アゼルバイジャンに深い懸念を表し、説明を求める。また、我々はサファロフ氏の移送決定に対し、ハンガリーにさらに詳しい説明を求める。」と記した[68]。国家安全保障会議の報道官トミー・ヴィーター（英語: Tommy Vietor）も、「ラミル・サファロフがハンガリーから帰国した後、アゼルバイジャン大統領が彼を恩赦したという件について、オバマ大統領は今日の声明で深刻な懸念を表明していた。我々は既にアゼルバイジャン政府に対し失望の意を伝えた。そういった行動は地域間緊張の緩和と和解の促進に向けた長期的な努力に反するものだ」と述べた[69]。これに対して、アゼルバイジャン外務省は「アゼルバイジャンとハンガリーという2つの独立国間の関係を干渉するという厄介なことをアメリカはしている」と反論し、アメリカのこういった反応は2012年アメリカ合衆国大統領選挙に関連していると示唆した[70]。
- ロシア：9月3日、ロシア外務省は以下のような声明を発した：「欧州安全保障協力機構ミンスク・グループの共同議長国であるロシアは、アゼルバイジャン当局によるラミル・サファロフの恩赦およびハンガリー政府によるサファロフの身柄の引渡しに対し、深刻な懸念をしている。レポートによると、サファロフは2004年、ハンガリーで残虐な手法でアルメニア軍の士官を殺害し、終身刑を処された。アゼルバイジャンとハンガリー両政府の一連の行動は、ナゴルノ・カラバフを巡った地域緊張の緩和に向けた国際的な、特にミンスク・グループによる努力に反していると我々が信じる[71]」
- フランス：外務省は、「フランスがアゼルバイジャン政府によるサファロフの恩赦に対し、深い懸念をしている。フランスもOSCEミンスク・グループの一員で、ナゴルノ・カラバフ紛争の平和的な解決に強く取り組んでいた。この決定は交渉に向けた努力、そして当事者間の信頼関係の確立の可能性を著しく低下させた危惧があると、我々は信じている」と表明した[72]。
- スウェーデン：外務大臣のカール・ビルトはツイッターで、「怪しい決定だ、ハンガリーでアルメニア人を殺害した者がアゼルバイジャンで恩赦される。法の支配に遵守すべきだ」と書き込んだ[73]。
- キプロス：外相のエラトー・コザーコウ＝マルコウッリーは公式声明で、「我々は深い後悔と遺憾の意を示す。アゼルバイジャンは恐ろしい犯罪を美化する目的として、大統領による恩赦を行った。その行動が我々とアゼルバイジャンとの和解にダメージを与える恐れがある。また、我々はこの事件による地域の安定への影響を深く懸念している」と表明した[74]。
- カザフスタン：外相のカシムジョマルト・トカエフは、「ブダペストでのアルメニア軍将校の悲劇的な死のニュースは、カザフスタンに痛みと悲しみをもたらした。我々はあの法律の残虐さ、冷酷さを非難するとともに、そのような行為には何ら弁解の余地はないことを信じる」と述べた[75]。

#### 公的組織
- 国際連合：事務総長の潘基文はサファロフの身柄引渡しおよびその後の恩赦に懸念の意を表明した[76]。ある人権高等事務官もサファロフの恩赦を強く非難した。国連人権高等弁務官、ピレイのスポークスマン、ルパート・コルヴィル（Rupert Colville）はジュネーヴで、記者に「こんなに重い犯罪は民族問題に動機がある。政治家たちはそれを公に称賛するではなく、犯罪者を非難し、適切な懲罰を処すべきだ。また、我々はOSCEミンスク・グループの共同議長国と同様に、この件が（ナゴルノ・カラバフの）当事国間の和平交渉と信頼関係の構築にダメージを与えることについて深刻な懸念をしている」と言った[77][78]。
- 欧州連合：欧州連合外務・安全保障政策上級代表のキャサリン・アシュトン、およびEU拡大・欧州近隣政策担当委員のシュテファン・フューレはアゼルバイジャン大統領によるサファロフの恩赦に懸念の意を表明した。彼らはアゼルバイジャンとアルメニアの両国に対し、「地域安定と和解への長年をかけた努力を考慮しながら、事態のエスカレーションを防ぐために、国境地域と外交声明での最大限の自制を求める」と呼びかけた[79]。

-  欧州議会：欧州議会はサファロフ事件に関する決議を可決した。そこでは「ラファロフの恩赦および階級昇進、そしてアゼルバイジャン国内での熱狂な歓迎に遺憾の意を示す」とともに、「この件がアゼルバイジャンの若い世代の間で悪例になること、そしてサファロフが国民から支持と讃賞を受けたことについて懸念している」と表明されていた。また、アリエフによる恩赦の正当性について、欧州議会は「この恩赦は『国際受刑者の移送に関する条約』に準拠して行われたものであるが、それは国際的に合意した原則に反している。その合意とは、ある国や地域で刑を受けた者が他国や他地域に移送されても、残りの刑期に服さなければならない」とコメントした。

- 集団安全保障条約：事務局長のニコライ・ボルジュジャはアゼルバイジャンによるサファロフの恩赦という決定は国際法に反していると指摘し、「こういう行動は明らかに短期的な政治目標を達成するために行ったもので、何者によっても正当化することはできない」と言った[81]。
- OSCEミンスク・グループ：OSCEミンスク・グループとはアゼルバイジャンとアルメニアとの間のナゴルノ・カラバフ紛争を解決するために、アメリカ・ロシア・フランスの3カ国の交渉関係者で結成される組織である。この組織は今回の件について、アゼルバイジャンの行動は両国間の平和的関係の確立を傷つけたと表明した[82]。
- NATO：NATOも同様に、サファロフの恩赦を非難した。事務総長のアナス・フォー・ラスムセンは深い懸念の意を示し、「サファロフが行ったことは恐ろしい犯罪であり、彼は讃賞されるべき者ではない。この恩赦は信頼関係を破れ、和平交渉には何の寄与もない」と述べた[83]。

#### 非政府組織
アムネスティ・インターナショナル人権組織がサファロフの恩赦の件について、「アゼルバイジャン大統領のアリエフはサファロフの恩赦を通じて、アゼルバイジャン国民にアルメニア人を殺すのは称賛に値すべきことだというシグナルを示した。アゼルバイジャン政府はサファロフに与えたすべての特権を取り消し、民族間対立に基づく暴力を非難すべきだ」という声明を出した。
イギリスのカフカス問題専門家、トーマス・デ・ワールはサファロフの恩赦を「とても挑発的なことだ」と評した。彼の視点から見ると、この件は現在両国間関係の溝となり、その結果は予測不能なものである。
アゼルバイジャン
アゼルバイジャン社会において、様々な組織や人物が自分なりの考えを示した。アゼルバイジャンオープン・ソサエティ学会の主席、ザルデュシュト・アリザデは、恩赦がナゴルノ・カラバフ紛争の平和的解決に積極的な働きはないと非難した。彼によると、一連の行動は政治的な依願、法律への尊重、そして紛争解決への関心に何の関係もなく、単なるメンツの問題である。一方、アゼリー・トルコ人女性大会の議長で民族主義思想の持ち主であるタンヅィラ・リュスタムハンリ、および作家のアイセル・アリザデ (Aysel Əlizadə) は恩赦を正当化するような発言をした。ラジオ・フリー・ヨーロッパのアゼルバイジャン特派員であるハジジャ・イスマイロヴァはフェイスブックで、サファロフの犯行を「ひどい」と評し、「アゼルバイジャン国民は何も禁止されるから、しょうがなく彼を英雄視した。彼らは怒っている。アゼルバイジャンの人々は戦争で負け、領土も民間人を含む同胞の命も侵略者に奪われ、難民となったが、戦場で正義をリストアすることも禁止されている」と書き込めた。
アゼルバイジャン国民議会の元議員であった作家のアクラム・アイリスリはこのキャンペーンについての評価を拒んだが、英雄という言葉に対して彼には自分なりの考えがあると表明した。アゼルバイジャンのメディアはアメリカなどの懸念について批判し、ヴァロウジャン・ガラベディアンの身柄引渡しの時と同じ反応をすべきだと言った。ガラベディアンは極左テロ組織・アルメニア解放秘密軍のメンバーで、オルリー空港爆弾テロとの関与でフランスで投獄されたが、2001年にブールジュ高等裁判所によって赦免された後、アルメニアに送還された。一方、在アメリカのアゼルバイジャン人による民主化組織は国務長官のヒラリー・クリントンに公開書簡を送り付けた。そこで彼らはアメリカがサファロフの恩赦でなく、大統領のアリエフによる人権侵害に目をやるべきだと言った。
アゼルバイジャン国内最大手のロシア語ニュースサイトday.azはその読者に対し、「アルメニアの民族主義者たちによる改ざんや復讐」を防ぐために、ロシア語版ウィキペディアにあるラミル・サファロフのページを編集することを呼びかけた。
ハンガリー
エステルゴム・ブダペスト大司教およびハンガリー枢機卿であるエルドー・ペーテルはアルメニア使徒教会総主教ガレギン2世宛の手紙で、「過去に数え切れない苦痛を受けたアルメニアのキリスト教徒とすべてのアルメニア人に完全に連帯する」という意を示した。
2012年10月、歴史家・政治分析学者のビーロー・ゾルターン、ジョン・ウェスレー神学学院学長のイヴァーニィ・ガーボル、ジャーナリスト・パブリシストのデアク・ガーボル（Deák Gábor）、そして作家のウングヴァーリ・ルドルフという4人のハンガリーの知識人はアルメニアに行き、サファロフの身柄引渡しについて謝罪した。エレバンでの記者会見で、彼らは「我々はこの事件に対する多くのハンガリー人の反対および我々の不満を知らせるためにここに来た。」と述べた。イヴァーニィはさらに、「我々は後悔と羞恥の意を表さなければならない。ハンガリーはトルコからの経済支援を期待するため、まだ公式的にアルメニア人虐殺を認めていない。そしてサファロフの身柄引渡しを承認した首相は、早めにポストを辞任すべきだ」と言った
アルメニア研究学者であるジグモンド・ペネデク（ハンガリー語: Zsigmond Benedek ）は多くのNGOが主催した抗議活動に参加した。彼はフェイスブックで、「今日の私はハンガリー人であることを恥ずかしいと思い、すべてのアルメニア人に謝罪する。今日はハンガリーの現代史における暗黒な一日だ。」と書き込めた。また、彼はアルメニアに訪問した時、サファロフの身柄引渡しを「善悪がなくて、容認できない行動」と評した。
2012年9月1日、フェイスブックに「アルメニアよ！ 我々の首相の代わりに謝罪する」というグループが作られた。9月4日、ハンガリー国会議事堂の前にあるコシュート・ラヨシュ広場で、抗議デモが起きた。約2千人の抗議者はデモに参加したと報じられた。
海外アルメニア人移民
ニューヨーク、オタワ、トビリシ、ロストフ・ナ・ドヌ、ニコシア などの都市で、アルメニア人移民はハンガリーとアゼルバイジャン両政府に対するデモ抗議を行った。
サファロフの身柄が引渡された1年後、ハンガリーのアルメニア人コミュニティは、安全でない感じを明らかにした。彼らとハンガリー政府の関係が日に日に悪化し、当局の脅かし戦略で彼らの生活はもっと難しい状態になっていたという。